# Wascosa
Koordinaten: 47° 2′ 48,9″ N, 8° 18′ 54,4″ O; CH1903: 666602 / 211026
Die Wascosa AG ist ein international tätiges Güterwagenvermietungs- und -verwaltungsunternehmen mit Hauptsitz in Luzern. Sie zählt zu den vier grössten privaten Vermietungsgesellschaften für Güterwaggons in Europa.

## Geschichte
Nach einigen Jahren als Teilhaber der Reparaturwerkstätte OFIM in Genua gründete Max Sandmeier im Jahr 1964 zusammen mit seinem Teilhaber Pietro Scotti und seinem Schwager Jakob Wälti in Aarau in der Schweiz die Wascosa. Das Unternehmen befand sich bis Juni 2022 im Besitz der Familie Müller/Sandmeier. 1969/1970 wurden für die Wascosa Neubauwagen in der Schweiz gebaut. 1973 zog Max Sandmeier von Genua zurück in die Schweiz, von wo aus der europaweite Auf- und Ausbau des Vermietgeschäftes in der Schweiz, in Deutschland, in Österreich und in Ungarn erfolgten. Im Jahre 1993 trat der Schwiegersohn Philipp Müller, Ehemann der jüngeren Tochter von Max Sandmeier, Paola, in die Wascosa ein.
1995 liess der Wagenvermieter von dem Luzerner Künstler Michael Koch einen Kesselwagen bemalen der als Kunstkesselwagen bezeichnet wurde. Im Jahre 1998 hat sich die Wascosa massgeblich an der Einführung von Kesselwagen mit Detektoren zur Erkennung einer Entgleisung beteiligt und als erstes Unternehmen in der Branche Mineralölkesselwagen mit dem EDT 100 (EDT = Entgleisungsdetektor) vermietet.
In enger Zusammenarbeit mit der Mineralölindustrie hat die Wascosa im Jahre 2002 einen neuen, europaweit kompatiblen Kesselwagen namens Wascosa tank car entwickelt. Über 700 Wagen dieses Typs sind in der Zwischenzeit im Einsatz (Stand: Juni 2013).
Im Jahre 2008 erfolgte der systematische Einstieg in den kombinierten Verkehr mit dem Aufbau einer Flotte von mehr als 1200 Wagen innerhalb von drei Jahren. Zur transport-logistic-Messe 2009 wurde das Wascosa flex freight system fertiggestellt, wofür Wascosa im selben Jahr mit dem Zuger Innovationspreis 2009 ausgezeichnet wurde. Seit 2010 ist die Firma Fördermitglied der Allianz pro Schiene.
2010 stellte Wascosa den Wascosa safe tank car, einen Kesselwagen für den Gefahrguttransport auf der Schiene vor und erhielt als erster Wagenhalter im deutschsprachigen europäischen Raum das ECM-Zertifikat (Entity in Charge of Maintenance) gemäss dem vorläufigen, seit 2012 durch die EU-Verordnung 445/2011 Memorandum of Understanding (MoU) zur Einführung eines gemeinsamen europaweiten Zertifizierungssystems zur Instandhaltung von Güterwagen. Im August 2011 zog Wascosa von Zug nach Luzern. Zu diesem Zeitpunkt bewirtschaftete die Firma rund 5000 Güterwagen und bezeichnete sich selbst als fünftgrössten europäischen Wagenvermieter. Am 30. August 2012 hat Wascosa nach eigenen Angaben erneut als erster Wagenhalter in Europa das ECM-Zertifikat in der endgültigen Form entsprechend der EU-Verordnung EU 445/2011 erhalten. In den Jahren 2010 bis 2013 wurden über 700 "Wascosa Safe Tank car" bestellt, diese werden vom slowakischen Hersteller Tatravagónka geliefert.
Im August 2018 gab das Unternehmen bekannt, dass es 4400 Güterwagen beziehungsweise 30 Prozent der Flotte der amerikanischen Nacco-Gruppe übernimmt. Wascosa hat darauf die Verwaltung der neu erworbenen Güter- und Kesselwagen übernommen und diese in die eigene Flotte integriert. Damit wuchs die Flotte von Wascosa auf über 14'000 Güterwagen an.
Im Juni 2022 verkauften Philipp und Paola Müller von der Besitzerfamilie die Firma an die Finanzierungsgesellschaften Swiss Life Asset Management und die französische Vauban Infrastructures. Müller, bisher Delegierter des VR, wurde neuer Verwaltungsratspräsident der Wascosa Group Holding. Das Unternehmen betreibt und verwaltet 22'000 Güterwagen in über 20 Ländern und ist damit die Nummer vier der privaten Waggonvermieter in Europa. Wascosa hat 150 Angestellte, 80 davon am Hauptsitz in Luzern. Niederlassungen gibt es in Mailand, Warschau, Hamburg, Hull und Madrid.

## Tätigkeit
Die Tätigkeitsbereiche umfassen die europaweite Vermietung von Güterwagen, die Verwaltung der kundeneigenen Wagenparks sowie die Beratung bezüglich Unterhalt, Versicherung und Sicherheit um Güterwagen. Wascosas Kunden sind Marktteilnehmende im Bereich Schienenverkehr sowie die verladende Industrie. Wascosa übernimmt die Verwaltung von kundeneigenen Wagenparks auf Basis kundenspezifischer Dienstleistungspakete. Die Güterwagen werden entsprechend den Bedürfnissen der Kunden und der verladenden Industrie beschafft. Die Flotte reicht von Kesselwagen für die Chemie- und Mineralölindustrie über Wagen für den kombinierten Verkehr bis hin zu Wagen für Massenguttransporte.

## Galerie: Güterwagen

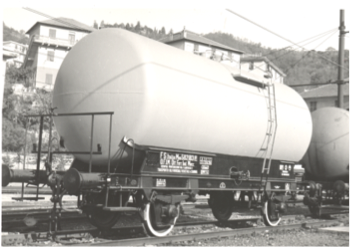
Kesselwagen aus den 1960er-Jahren
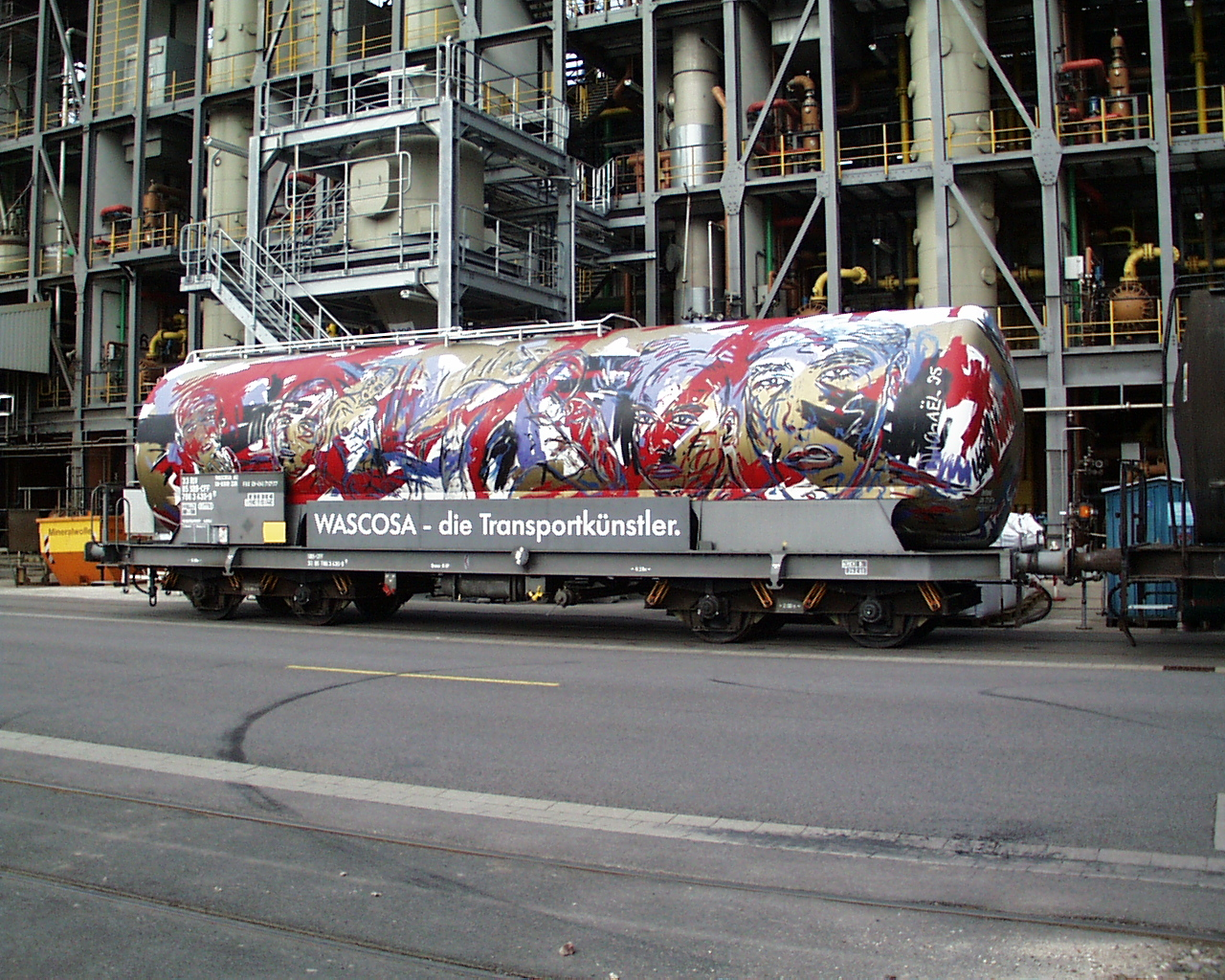
Kunstkesselwagen
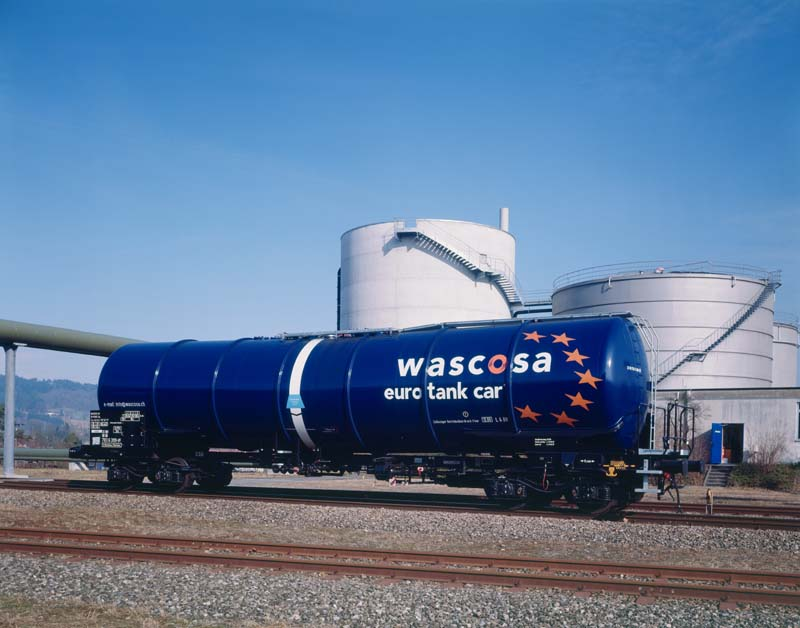
WASCOSA euro tank car – Kesselwagen für die petrochemische und chemische Industrie
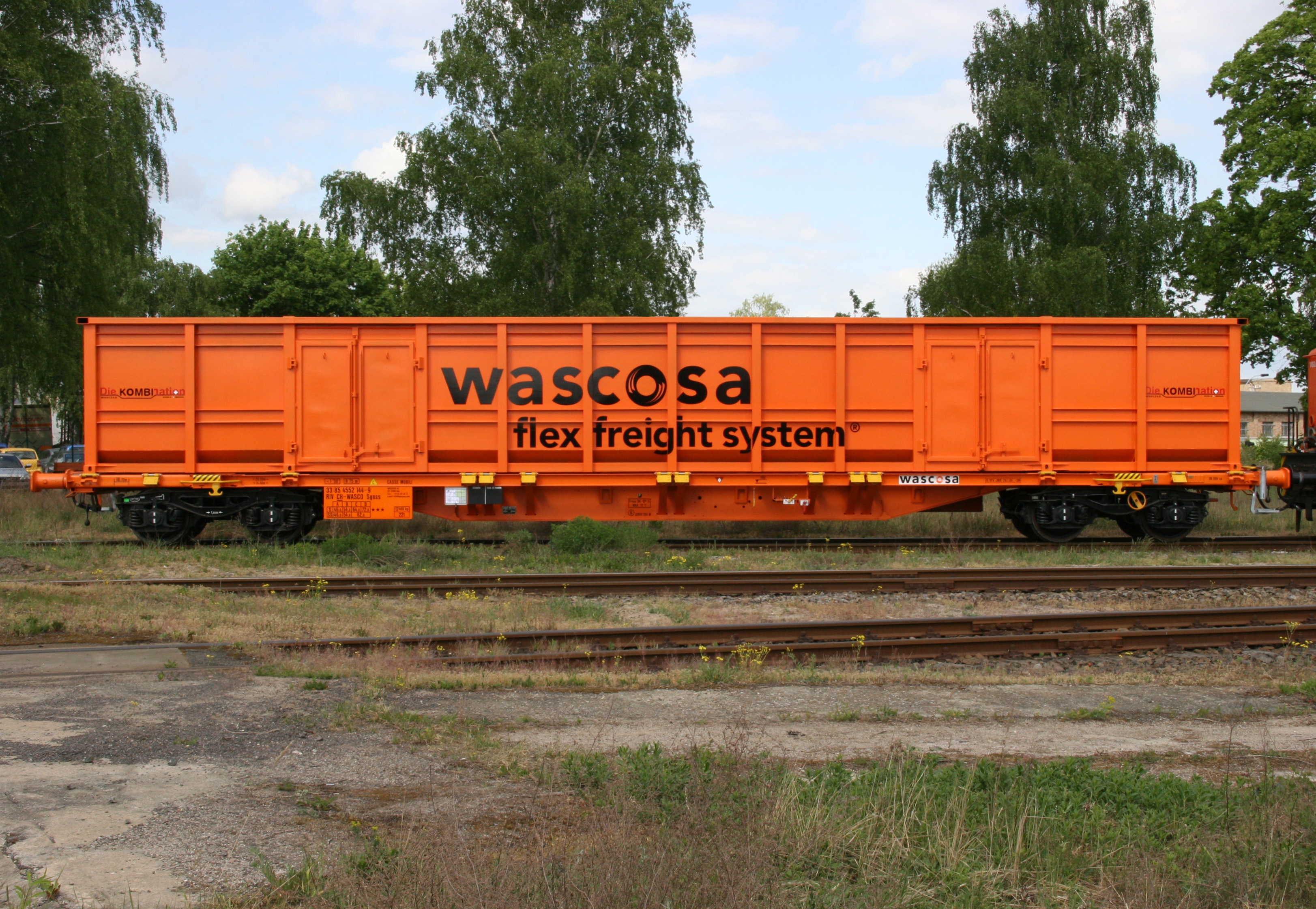
Wascosa flex freight system ® – Güterwagen mit Aufbauten nach dem Baukastenprinzip
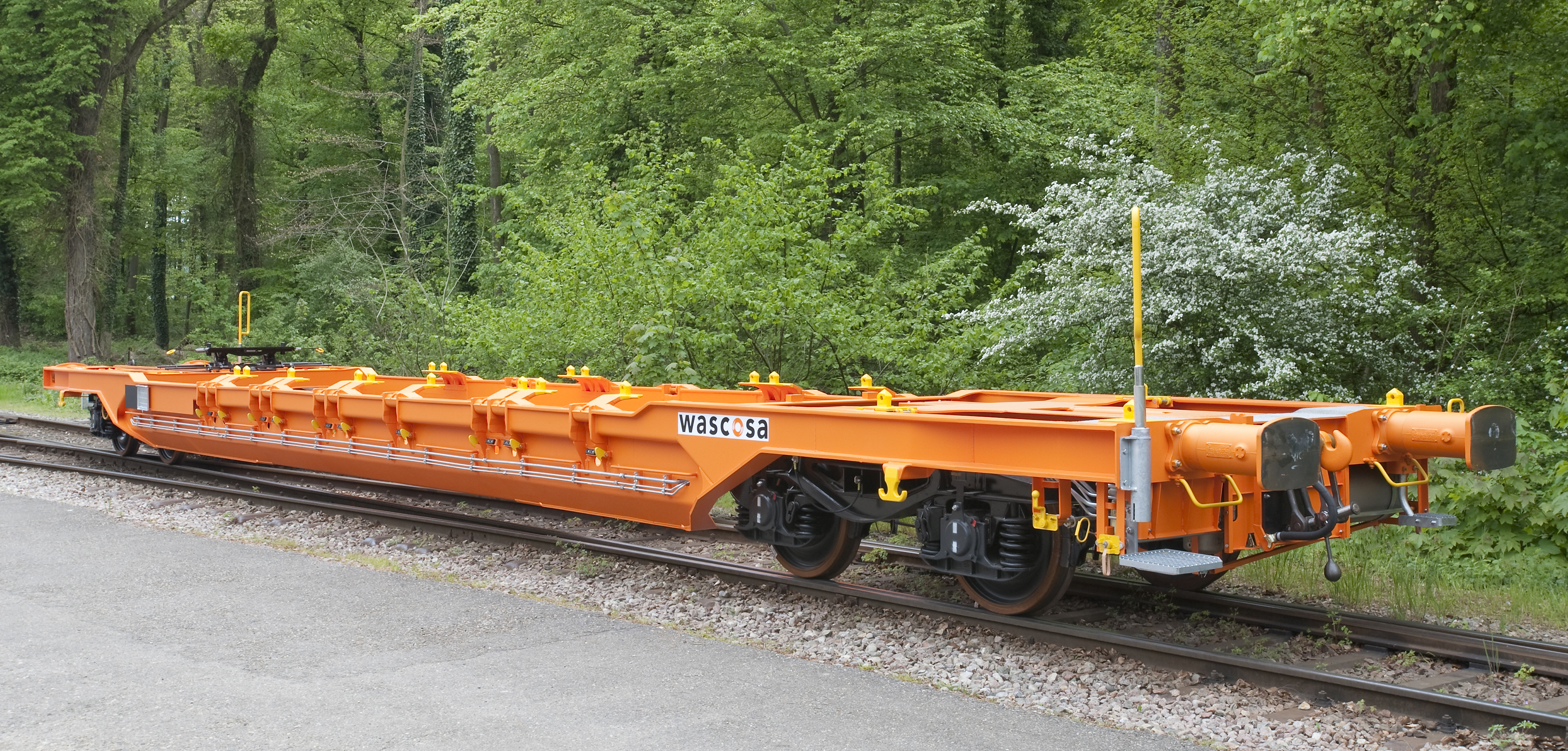
Wascosa flex freight system
Wascosa safe tank car
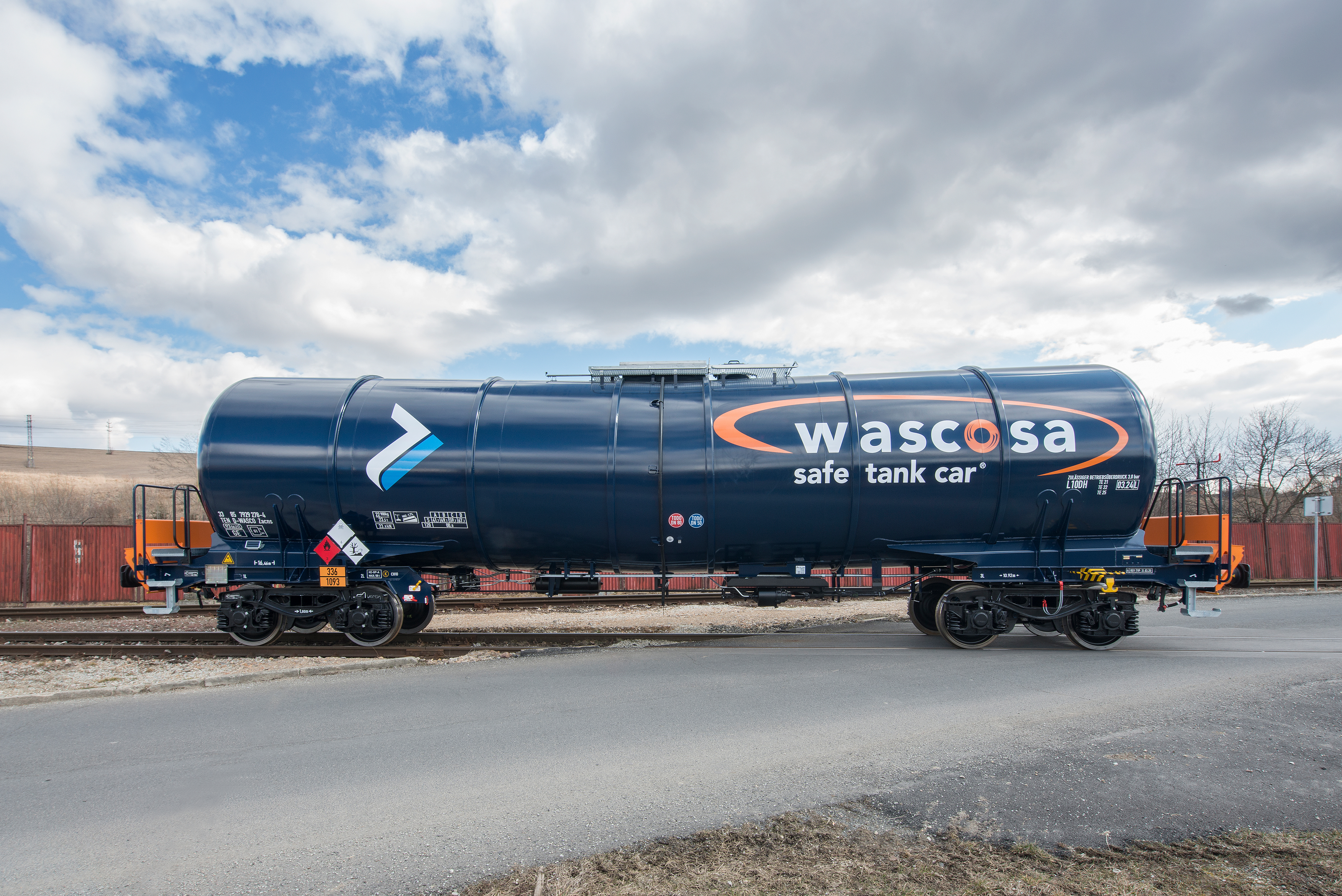
Wascosa safe tank car
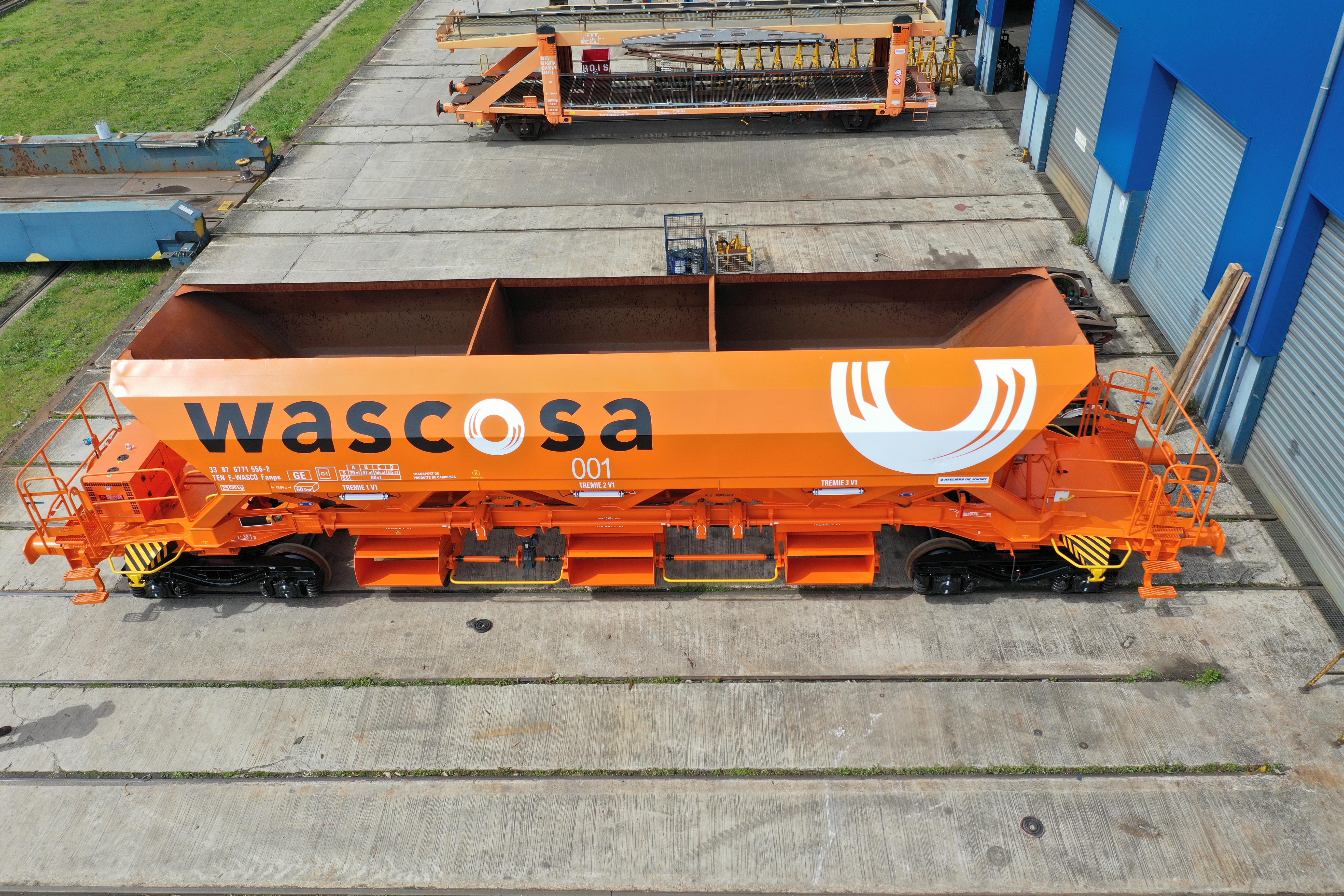
Schüttgutwagen Fanps 2.0 – erhöhte Sicherheit im Gleisbau
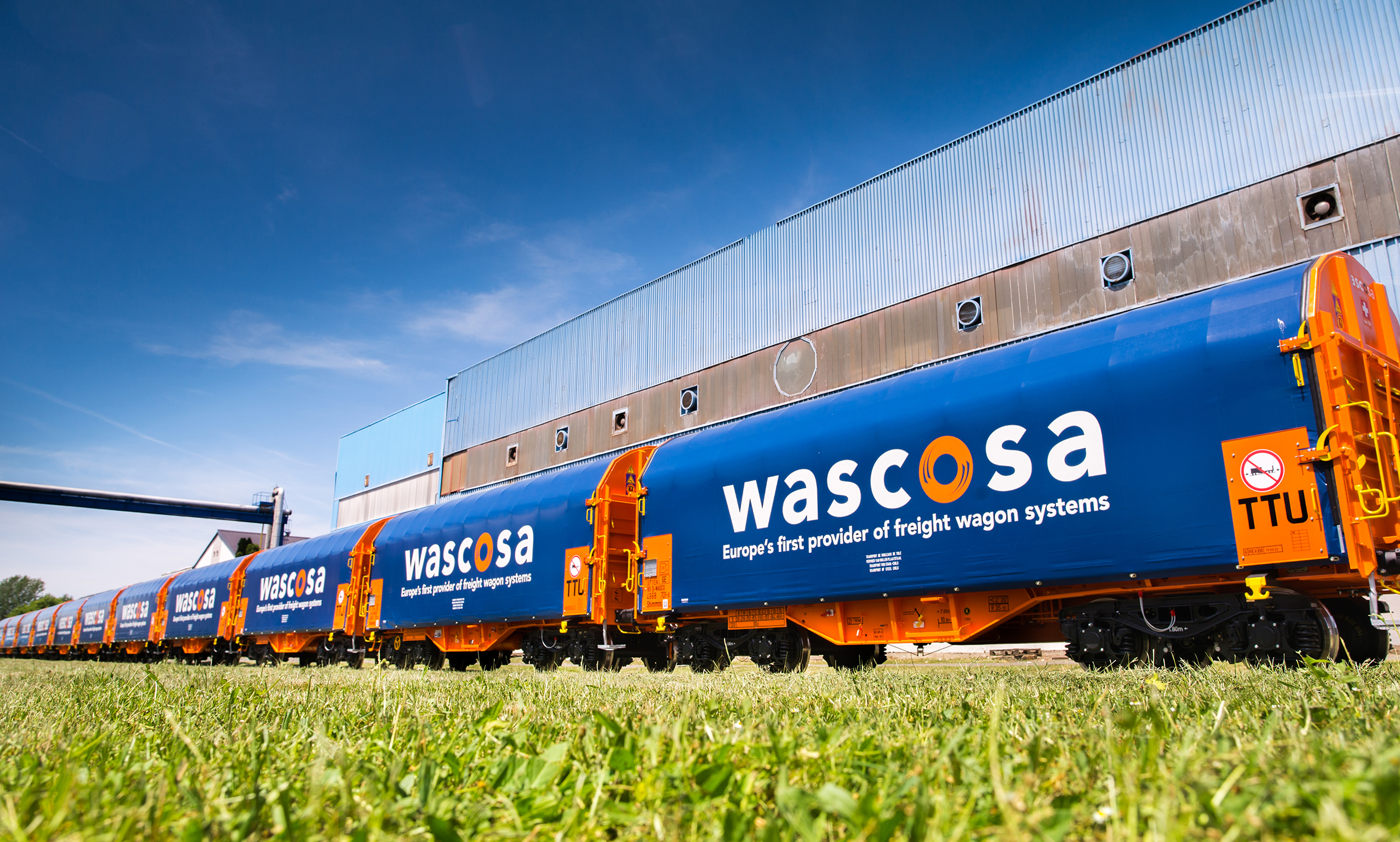
Wascosa Shimmns Wagen